# Neoromicia melckorum
Neoromicia melckorum é uma espécie de morcego da família Vespertilionidae. Pode ser encontrada no Quênia, Tanzânia, Zâmbia, Moçambique, Zimbábue, África do Sul e Madagascar. Este táxon não é claramente distinguido do Neoromicia capensis.